# Vlashnja
Vlashnja (albanisch auch Vlashnjë, serbisch Влашња Vlašnja) ist eine Ortschaft im Südwesten Kosovos und gehört zur Gemeinde Prizren.

## Geographie
Das im Südwesten Kosovos gelegene Vlashnja befindet sich ungefähr zehn Kilometer östlich von der Grenze zu Albanien und ungefähr drei Kilometer westlich von Prizren. Weitere benachbarte Ortschaften sind nördlich Grazhdanik, westlich Muradem und südlich Poslishta.
Vlashnja liegt an der Nationalstraße M-25; zudem liegt die Ausfahrt Prizren-Süd der Autobahn Route 7 bei Vlashnja.

### Klima
In Vlashnja herrscht gemäßigtes kontinentales Klima mit einer Jahresdurchschnittstemperatur von 12,1 °C und einer Jahresniederschlagssumme von knapp 900 mm vor. Im Juli liegt die Durchschnittstemperatur bei 22,2 °C, im Januar bei 0,7 °C.
|                        | Jan  | Feb | Mär  | Apr  | Mai  | Jun  | Jul  | Aug  | Sep  | Okt  | Nov  | Dez  |   |      |
| Mittl. Temperatur (°C) | 0,7  | 3,4 | 7,5  | 11,9 | 16,6 | 20,2 | 22,2 | 22,1 | 18,5 | 12,8 | 6,9  | 2,5  | ⌀ | 12,1 |
| Mittl. Tagesmax. (°C)  | 4,1  | 7,2 | 12,5 | 17,4 | 22,8 | 26,6 | 28,9 | 29   | 25,1 | 18,1 | 10,5 | 5,4  | ⌀ | 17,3 |
| Mittl. Tagesmin. (°C)  | −2,2 | 0   | 3    | 7    | 11   | 14,6 | 16,3 | 15,9 | 12,5 | 8    | 3,6  | −0,4 | ⌀ | 7,5  |
|                        |      |     |      |      |      |      |      |      |      |      |      |      |   |      |
| Niederschlag (mm)      | 80   | 72  | 70   | 73   | 79   | 54   | 48   | 46   | 67   | 84   | 105  | 96   | Σ | 874  |

| −2,2 |

| 0 |

| 3 |

| 7 |

| 11 |

| 14,6 |

| 16,3 |

| 15,9 |

| 12,5 |

| 8 |

| 3,6 |

| −0,4 |

| −2,2 |

| 0 |

| 3 |

| 7 |

| 11 |

| 14,6 |

| 16,3 |

| 15,9 |

| 12,5 |

| 8 |

| 3,6 |

| −0,4 |

## Geschichte
Nach der Eroberung Kosovos durch das Königreich Serbien während des Ersten Balkankrieges 1912 richtete die serbische Regierung eine Militärverwaltung vor Ort ein, wobei eine eigene Gemeinde Vlašnja geschaffen wurde, zu der auch die Dörfer Nashec, Atmaxha und Grazhdanik gehörten. Die Gemeinde gehörte zum Srez Šar des übergeordneten Okrug Prizren. Diese Verwaltungsgliederung bestand bis zum 6. Januar 1929, als das Gebiet Teil der neu geschaffenen Vardarska banovina innerhalb des Königreich Jugoslawiens wurde.
Bei einer 1919 durchgeführten Volkszählung wurden im Dorf Vlashnja 37 Häuser mit 310 – allesamt albanischen – Einwohnern erfasst.

## Bevölkerung
Die Volkszählung aus dem Jahr 2011 ergab für Vlashnja eine Einwohnerzahl von 1700. Davon bezeichneten sich 1698 (99,88 %) als Albaner und eine Person als Bosniake.

### Religion
2011 bekannten sich von den 1700 Einwohnern 1699 (99,94 %) zum Islam.